# I soldati ebrei di Hitler
I soldati ebrei di Hitler. La storia mai raccontata delle leggi razziali naziste e degli uomini di origine ebraica dell'esercito tedesco è un saggio del 2002 scritto dallo storico statunitense Bryan Mark Rigg, laureato alla Yale University. 
Il libro è stato definito nel 2003 dal Die Welt uno dei più importanti studi recenti sull'Olocausto.
Gli studi di Rigg si sono concentrati, a partire dal periodo di dottorato a Cambridge, sulle condizioni di vita dei Mischlinge nella Germania nazista. Tali ricerche, condotte con il supporto del relatore della tesi di dottorato, professor Jonathan Steinberg, lo hanno condotto a scoprire come tra i militari delle forze armate germaniche (in particolare della Wehrmacht, ma anche delle Waffen-SS e dell'Abwehr) vi fossero all'incirca 150.000 soldati e ufficiali con parziali origini ebraiche.
Rigg ricostruisce nel suo libro le vicende di una vasto campione che comprende personaggi molto diversi per status, livello di assimilazione e mansioni. In alcuni casi si trattò anche di figure di alto profilo dell'apparato militare tedesco quali il feldmaresciallo Erhard Milch, il General der Flieger Helmut Wilberg, il viceammiraglio Bernhard Rogge. I trattamenti preferenziali ottenuti da questi e altri ufficiali può essere motivato dall'intenzione da parte dello Stato nazista, in procinto di scatenare una nuova guerra, di non privarsi di questo nucleo di militari professionisti ritenuti politicamente affidabili e competenti.
Un'altra figura peculiare, rappresentativa di questa posizione contraddittoria fu il maggiore Ernest Bloch, di padre ebreo e membro dell'Abwehr, il quale ricevette da Wilhelm Canaris l'incarico di portare al sicuro il Lubavitcher Rebbe Yosef Yitzchok Schneersohn, bloccato a Varsavia a causa dell'invasione tedesca della Polonia. Le vicende di tale salvataggio sono trattate in maniera estesa in un'altra opera di Rigg, Rescued from the Reich: How One of Hitler's Soldiers Saved the Lubavitcher Rebbe, Yale University Press, 2006.
Gli storici dell'Olocausto Christopher Browning (membro dell'American Academy of Arts and Sciences) e Michael Berenbaum (collaboratore tra il 1988 e il 1997 dello United States Holocaust Memorial Museum hanno osservato come il libro di Rigg getti luce sull'attuazione, improntata a un approccio più flessibile e meno influenzato da fattori puramente ideologici rispetto a quanto ritenuto in precedenza, delle politiche anti-ebraiche da parte della Germania nazista.

## Edizioni
- (EN) Bryan Mark Rigg, Hitler’s Jewish Soldiers: The Untold Story of Nazi Racial Laws and Men of Jewish Descent in the German Military, Lawrence (Kansas), University Press of Kansas, 2002, ISBN 978-0-7006-1178-2, OCLC 962492597. URL consultato il 6 giugno 2019 (archiviato dall'url originale il 6 giugno 2019).
- Bryan Mark Rigg, I soldati ebrei di Hitler: la storia mai raccontata delle leggi razziali naziste e degli uomini di origine ebraica dell'esercito tedesco, Roma, Newton Compton Editori, 2015, ISBN 978-88-541-7447-4, OCLC 955330275.